# Усатенко Денис Олександрович
Денис Усатенко (8 жовтня 1977, Суми) — творець і редактор відомого в російському сегменті мережі сайту «Анекдотов.net».

## Біографія
Народився 8 жовтня 1977 року в місті Суми.
Закінчив механіко-математичний факультет Сумського державного університету в 1999 році.
До появи Інтернету в Сумах займався 3D-графікою, працював на місцевому ТБ, де робив тривимірні заставки для телепередач.

В цей же час складав «3D Studio в питаннях і відповідях» для конференції SU.RENDER мережі FIDO
У 1997 році перейшов на роботу вебдизайнера до першого інтернет-провайдера в місті.
22 вересня 1997 року заснував сайт «Анекдотов.net», який став першим російськомовним розважальним сайтом в сучасному розумінні. Цікаво, що спочатку на сайті були тільки прикольні історії з життя і ніяких анекдотів, звідси і пішла назва «анекдотов.net».
Діяч ЕЖЕ-руху, 19-та фізіономія російського інтернету
Один з творців проекту «Фізіономії російського Інтернету (ФРІ)»
У 1999 році в конкурсі «Знаменитості Російського Інтернету» зайняв 85 місце.
У 2002 році відкрив один з перших у рунеті новинних сайтів з елементами web 2.0 — lenty.ru за що журнал «internet.ru» назвав його «піонером семантичної мережі».